# Formação Wahweap
A Formação Wahweap do Monumento Nacional Grand Staircase-Escalante é uma formação geológica no sul de Utah e norte do Arizona, nos Estados Unidos. Localiza-se ao redor da região do Lago Powell, cujos estratos remontam ao Cretáceo Superior (estágio Campaniano). Restos de dinossauros estão entre os fósseis que foram recuperados da formação.

## Datação
A base da Formação Wahweap foi estimada em ~81 milhões de anos com base na presença de uma data de 80,63 Ma na base do membro do meio. O topo do membro superior, o arenito de cobertura, seria semelhante à idade basal da Formação Kaiparowits sobrejacente, portanto, em torno de 76,7 Ma. O membro inferior do Wahweap dataria de ~ 81-80,7 Ma, o membro do meio dataria de ~ 80,7-79,7 Ma e o membro superior dataria de ~ 79,7-78,8 Ma. O arenito de cobertura está mais próximo da Formação Kaiparowits em deposição e teria havido uma lacuna entre os membros de arenito superior e de cobertura da Formação Wahweap. O arenito de cobertura dataria então de ~ 77-76,7 Ma, com base em uma data de 77 Ma da base do arenito.

## Icnofósseis
Os icnofósseis também são relativamente abundantes no Wahweap e incluem pegadas de vertebrados, bem como atividade de tocas. Traços preservados no arenito de cobertura indicam a presença de crocodilomorfos, que antes eram conhecidos nesta área apenas a partir de elementos de dentes, bem como de dinossauros ornitísquios. Pelo menos um possível rastro de terópodes também foi identificado nesta área.

Em 2010, foi descoberto um fóssil único do Wahweap que indica uma relação predador-presa entre dinossauros e mamíferos primitivos. O traço fóssil inclui pelo menos dois complexos de tocas de mamíferos fossilizados, bem como sulcos de escavação associados, presumivelmente causados por um dinossauro maniraptorano. A proximidade indica um caso de provável predação ativa dos habitantes das tocas pelos proprietários das marcas de garras.

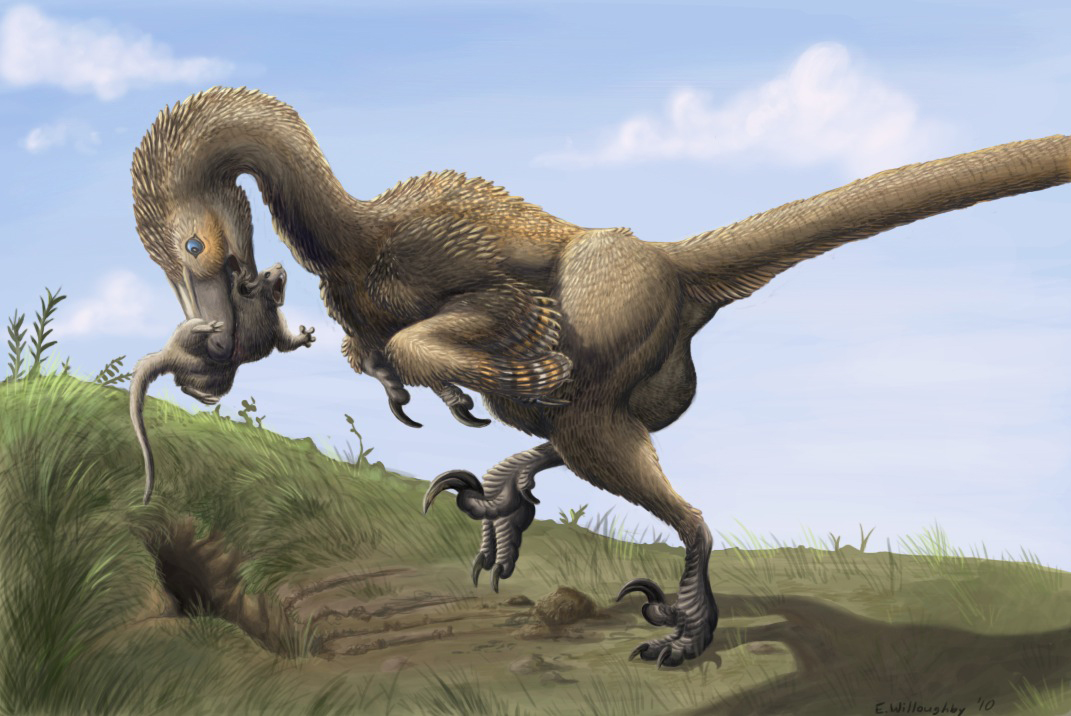
Um maniraptor, um dinossauro cavando um mamífero primitivo de sua toca, conforme a descoberta de 2010 por Simpson et al. de vestígios fósseis indicando uma relação predador-presa na Formação Wahweap.